# Kloster Lantao

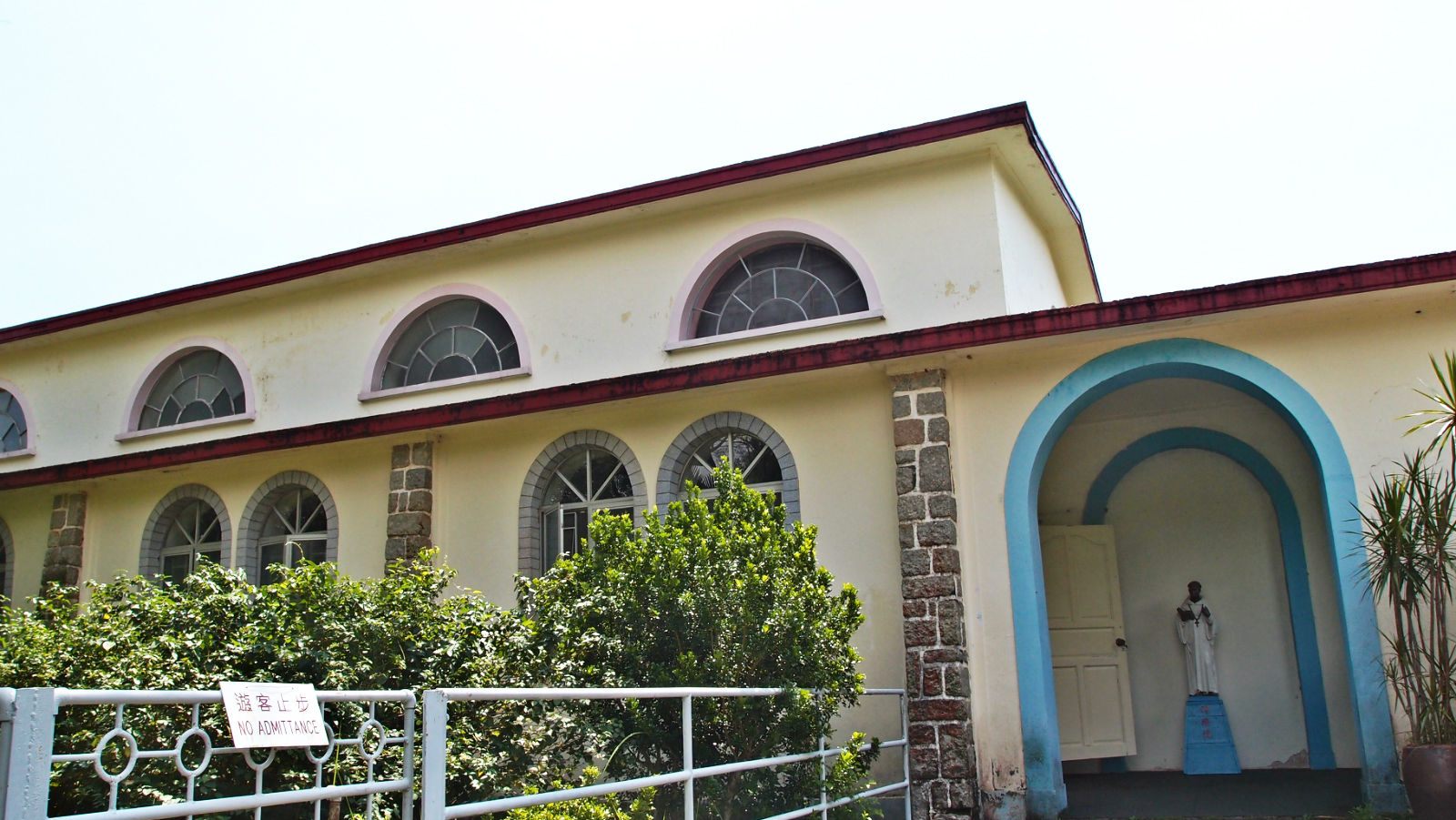
Klostergebäude

Kloster Lantao (lat. Monasterium Beatae Mariae de Laetitia) ist seit 1927 ein chinesisches Trappistenkloster, zuerst bei Zhengding errichtet, dann in Sichuan, ab 1950 auf Lantau Island, Bistum Hongkong.

## Geschichte
Das Kloster Consolation gründete 1927 das Tochterkloster „Maria Freude“ (Notre-Dame de Liesse/Our Lady of Joy) in der Provinz Zhili, das 1941 zum Priorat erhoben wurde. 1937 wurde das Kloster im Zweiten Japanisch-Chinesischen Krieg von den Japanern geschändet; es kam zu Morden und Gefangennahmen. Das Kloster wich nach Sichuan aus (Liesse 2), ab 1950 (offiziell 1955) auf die Insel Lantau Island bei Hongkong, zugänglich nur von der Insel Peng Chau. Dort wurde es 1999 zur Abtei erhoben.

### Obere, Prioren und Äbte
- François Rols (1928)
- Antoine Fan (1928–1930)
- Albéric Atche  (1931–1934)
- Laurent Gérardin (1934–1941)
- Paulinus Ly oder Lee (1941–1965)
- Simeon Chang (1965–1974)
- Benedict Chao (1974–1998)
- Maurus Pei (1998–1999)
- Clement Kong (1999–2003)
- Anastasius Li (2003–2010)
- Paul Kao (seit 2011)